# Concertina
Pour les articles homonymes, voir Concertina.
 (février 2025).

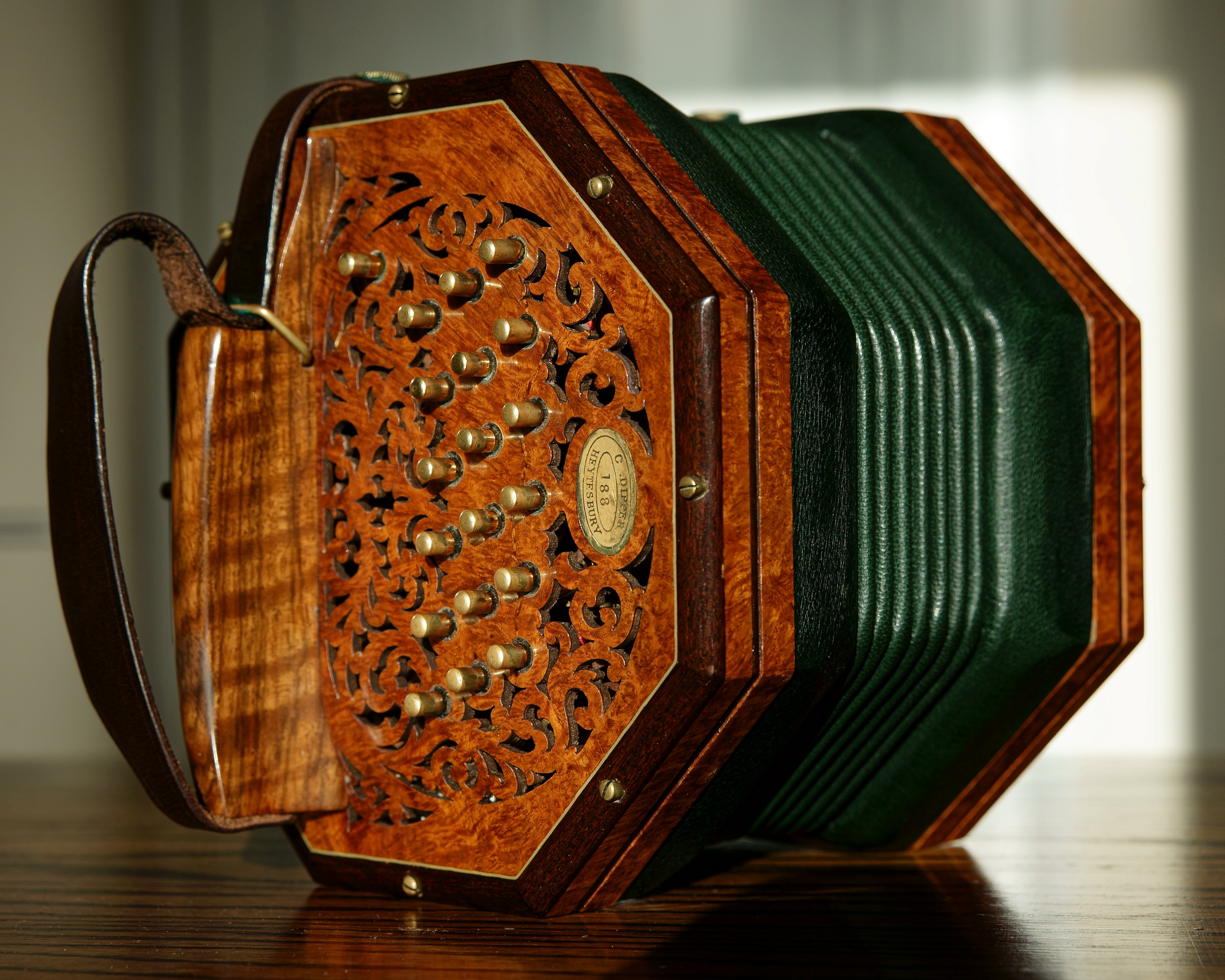
Concertina à 37 clés de Colin et Rosalie Dipper.

Le concertina est un instrument de musique à vent et à anches libres, comme l'accordéon. Il est inventé en 1829 par Sir Charles Wheatstone, qui en a breveté une version améliorée en 1844. Le concertina a des boutons disposés aux deux bouts du soufflet et se distingue de l’accordéon par la direction de pression des boutons : identique à celle du soufflet pour le concertina, perpendiculaire pour l’accordéon.

## Caractéristiques
Le terme « concertina » désigne une famille d'instruments construits selon différents modèles, se différenciant par les tons et les gammes disponibles, la disposition des boutons, la taille, la forme, la tenue de l'instrument et surtout la sonorité :
- Les instruments dits « bisonores » produisent une note différente selon qu'on pousse ou que l'on tire ;
- Les instruments « unisonores » produisent la même note au poussé et au tiré ;
- Les instruments à « simple action » ne produisent du son que dans une des deux directions du soufflet (ce sont habituellement des instruments de basse) ;
- Les instruments à « double action » produisent des sons au poussé comme au tiré du soufflet.

Un joueur habitué à l'un des systèmes sera probablement désorienté sur un autre système.
Bien que relativement ancien et répandu, le concertina est sujet à des expériences modernes (telles les gammes chromatiques offrant plus de douze écarts par octave, ou encore des instruments dont la hauteur peut être modifiée par le musicien). Les systèmes présentés sont les plus fréquents mais leurs types ne sont ni exhaustifs ni définitifs.

## ConcertinaAnglo

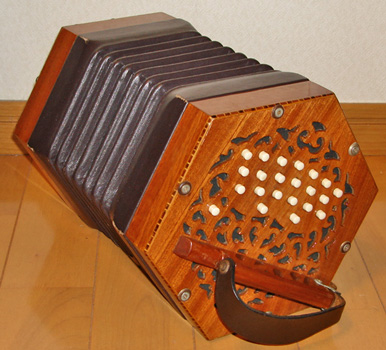
Anglo concertina Bastari.

En anglais Anglo concertina (d'Anglo-German) a des boutons disposés en arc de cercle. C'est un instrument bi-sonore, c'est-à-dire que pour un même bouton les notes sont différentes selon qu'on pousse ou que l'on tire (d'une manière similaire aux harmonicas qui selon qu'on souffle ou que l'on aspire produisent des notes différentes). Il est souvent admis que George Jones fut l'inventeur du concertina Anglo. Fin XIXe et début XXe les facteurs actifs comptent C. Jeffries — spécialiste du model Anglo — et Louis Lachenal, fabricant le plus prolifique de modèles Anglo et Anglais en son temps.

### Facture
Le clavier du type Anglo, est constitué par deux rangées de 10 boutons, produisant chacune une gamme majeure diatonique. Cinq boutons de chaque rangée sont situés à chaque bout. Un intervalle d'une quarte sépare les deux rangées. Par exemple, si la rangée la plus proche du poignet du musicien est dans la tonalité de sol, la rangée suivante sera dans la tonalité de do. Les instruments contemporains disposent d'une troisième rangée de boutons, offrant des altérations indisponibles autrement et des notes redondantes mais à la bisonorité inversée, facilitant le jeu. Il y a de petites mais nombreuses variations dans la disposition et le nombre des boutons selon les fabricants.

### Jeu
Le concertina Anglo est tenu en glissant les mains - hormis le pouce - dans de petites lanières de cuir, les paumes reposant sur un épaulement en bois. Cette prise laisse libres 4 doigts par main pour jouer les notes, et le pouce (droit) pour actionner le bouton de soupape d'air (afin de comprimer ou étendre le soufflet sans produire de sons) ou jouer un bourdon (main gauche) Le modèle Anglo concertina est souvent associé à la musique irlandaise. Les instruments en do/sol sont les plus utilisés en sessions. On le trouve aussi dans d'autres contextes musicaux comme les danses English Morris.

## ConcertinaEnglish

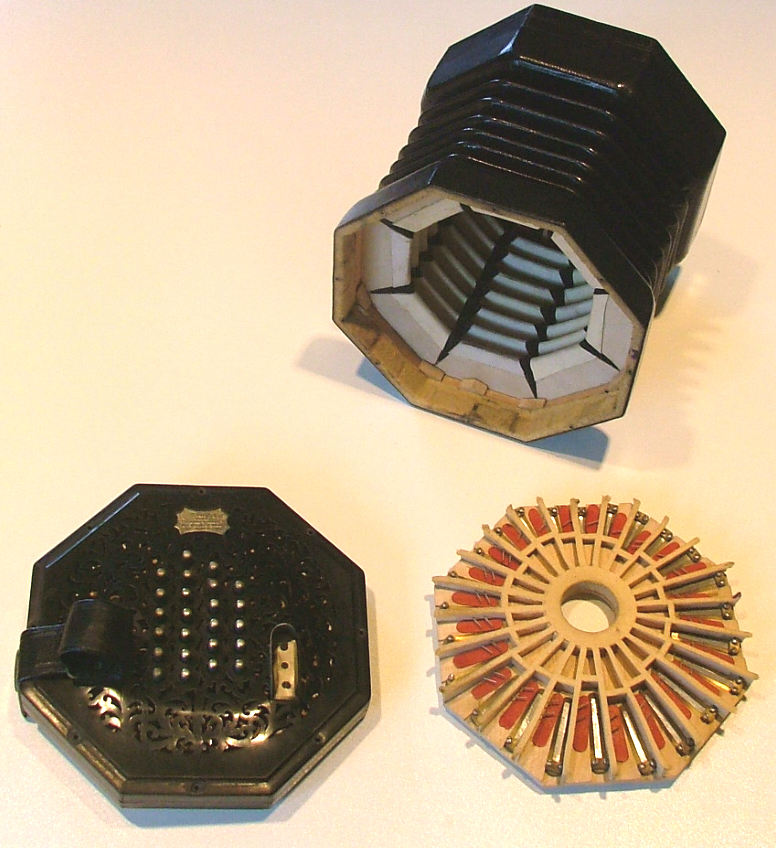
English concertina démonté, montrant le soufflet, la planche à anches et les boutons.

En anglais English concertina. L'invention de ce modèle est attribuée à Sir Charles Wheatstone qui a breveté le 19 décembre 1829 (no 5803 en Grande-Bretagne) un modèle très semblable. C'est un instrument mono-sonore. C'est-à-dire que le poussé et le tiré produisent une même note pour un même bouton.

### Facture
C'est un concertina chromatique, offrant 4 rangées de boutons, disposés en rectangle dont les petits côtés sont en face du poignet du musicien. Les deux rangées les plus à l'intérieur de l'instrument offrent une gamme majeure en do, distribuée alternativement d'un côté et de l'autre de l'instrument. Par exemple, dans une gamme donnée, do-mi-sol-si seront d'un côté et ré-fa-la-do-mi de l'autre. Les deux rangées extérieures offrent les bémols et les dièses complétant la gamme chromatique. Cette répartition entre les côtés facilite un jeu rapide, mais complique l'apprentissage des accords par rapport aux gammes.

### Jeu

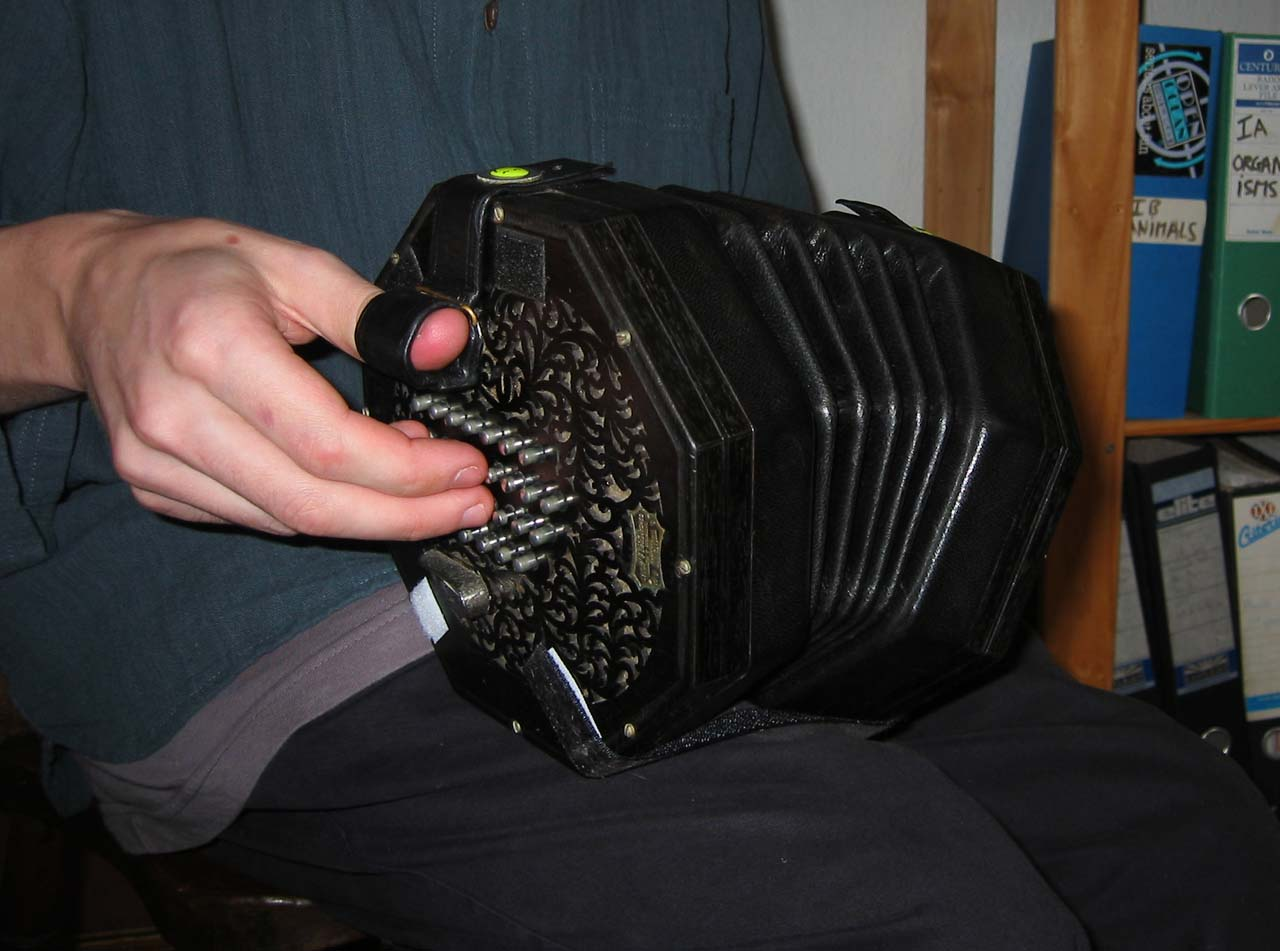
Concertina anglais de Wheatstone.

Le concertina English est tenu en plaçant les pouces dans de petites lanières de cuir et les petits doigts sur de petites cales métalliques. Cela laisse libres trois doigts par main pour le jeu des mélodies. Une autre méthode utilise les annulaires et auriculaires pour tenir l'instrument, libérant seulement deux doigts pour le jeu.
Durant le XIXe siècle, Giulio Regondi fut un compositeur et interprète virtuose qui popularisa cet instrument. Allan Atlas dans son livre Le Concertina Wheatstone dans l'Angleterre victorienne évoque six concertos composés spécifiquement pour cet instrument. De nombreuses sonates et autres compositions survivent au début du XXIe siècle. Dans le style classique de Regondi, la cale métallique n'est que rarement utilisée, laissant huit doigts pour le jeu et les accords. Dans des pièces comme Concerto no 1 en sol pour concertina et orchestre de Bernard Molique ou The Shepherd's Hey de Percy Grainger, les accords de quatre, cinq ou six notes ne sont pas rares et seraient difficiles ou impossibles à jouer sans utiliser tous les doigts.

## ConcertinaDuet
En anglais Duet Concertina. Ce modèle est moins fréquent que les Anglo ou English. Les caractéristiques communes à tous les modèles Duet :
- Ils offrent une disposition des boutons où les basses sont accessibles à la main gauche et les aigus à la main droite avec un chevauchement de la gamme aiguë de la main droite et de la gamme grave de la main gauche ;
- Ils sont unisonores, c'est-à-dire qu'un bouton fournit le même son lors du poussé et du tiré ;
- Ils sont complètement chromatiques.

Les modèles de concertina Duet les plus fréquents sont les McCann et les Crane (choisi par l'Armée du salut sous le nom de « Triumph »). Les modèles Duet Jeffries sont beaucoup plus rares. Un modèle Anglo Jeffries de plus de 40 boutons est probablement un modèle Duet transformé. Le modèle Hayden, plus récent, a été inventé au XXe siècle.

## ConcertinaChemnitzer

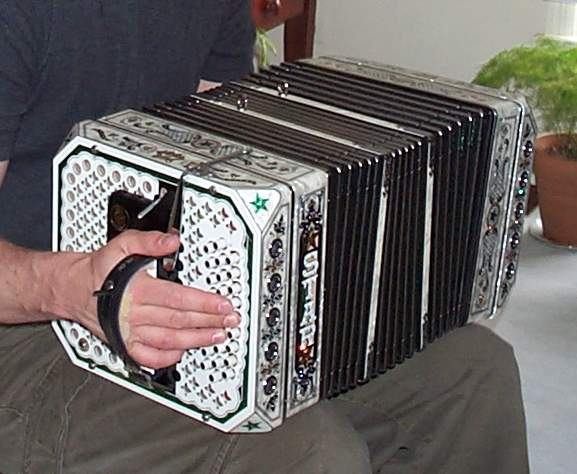
Concertina Chemnitzer fabriqué par Star Mfg.

Il existe plusieurs modèles allemands de concertina qui partagent des détails de construction ainsi que des dispositions de boutons. Aux États-Unis, en particulier dans le Midwest, le terme concertina désigne souvent le modèle Chemnitzer. Ces modèles sont bisonores. Ils sont très proches des bandonéons, différents par la disposition des boutons, les choix décoratifs et les inventions mécaniques dues aux recherches pionnières du facteur Otto Schlicht.

## Bandonéon

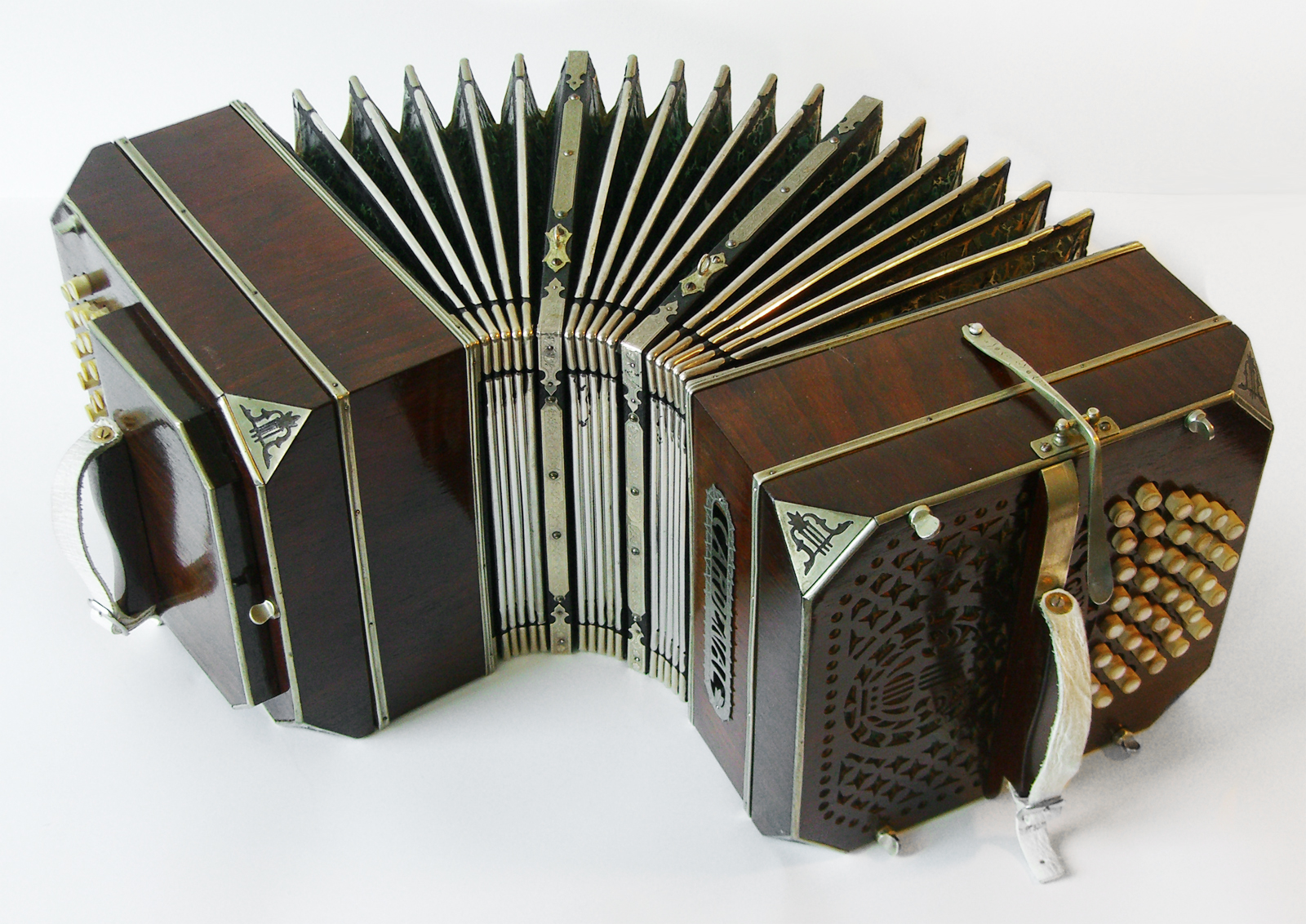
Bandonéon Cardenal de 1920.

Le bandonéon est un instrument directement issu du concertina allemand de la région de Klingental. Les termes de « bandonion » ou « bandonéon » viennent d'un hommage rendu par les fabricants à Henrich Band. Ce revendeur d'instruments défendait ce nouvel instrument en éditant notamment des partitions pour bandonéon.
Exporté en Argentine, il est emblématique du tango.